# 圣母和臬玻穆的若望雕像
圣母和臬玻穆的若望雕像（波兰语：Figura Matki Boskiej z dzieciątkiem i św. Jana Nepomucena）是一尊18世纪的巴洛克风格的雕塑，描绘圣母玛利亚和臬玻穆的若望的生活场景，位于弗罗茨瓦夫的莱斯尼卡（Leśnica）住宅区，丽莎城堡前的Świętojański广场。
这座雕塑可能建于1743年。其作者不详，但描绘臬玻穆的若望殉难场景的浮雕——座堂岛臬玻穆的若望纪念碑的复制品——被认为是雕塑家扬·乌尔巴斯基的作品。
.

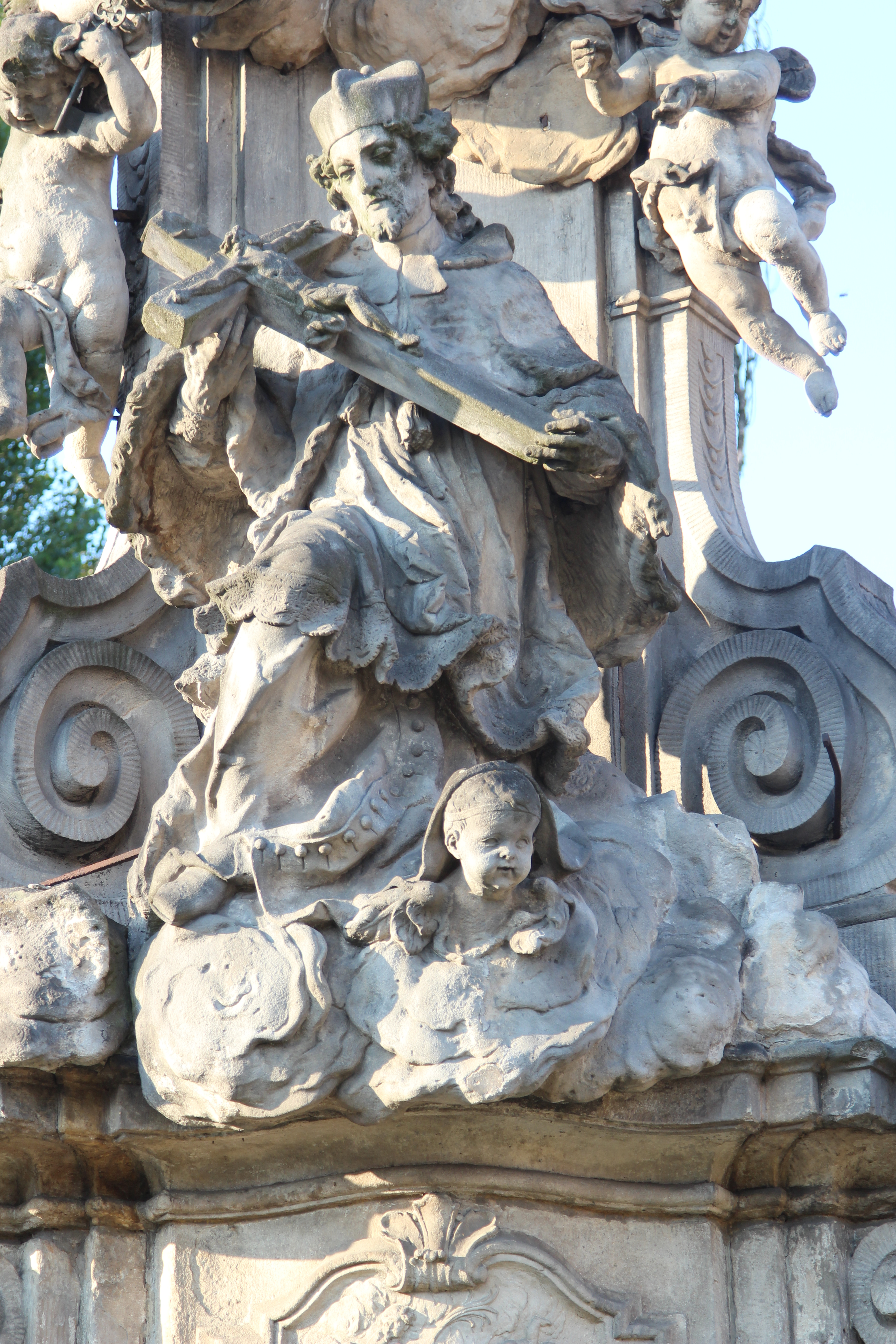

这座纪念碑是用砂岩建成的，总高度9米。三面基座上雕刻着臬玻穆的若望的生活场景。正面的浅浮雕描绘了将圣徒扔向伏尔塔瓦河的场景，左边是索菲亚王后的告解，右边是捷克国王瓦茨拉夫四世对臬玻穆的若望的审讯。在他旁边，还有他殉道之死的特征，带有星星的光环。纪念碑的顶部放置着圣母子的雕像。玛利亚用一个十字架刺穿了她手中的长矛，蛇躺在她脚下，在她周围还有两个天使。研究人员认为，纪念碑的意识形态是反宗教改革末期的典型代表。将圣母玛利亚和臬玻穆的若望的雕像组合在一座纪念碑中是不寻常的。

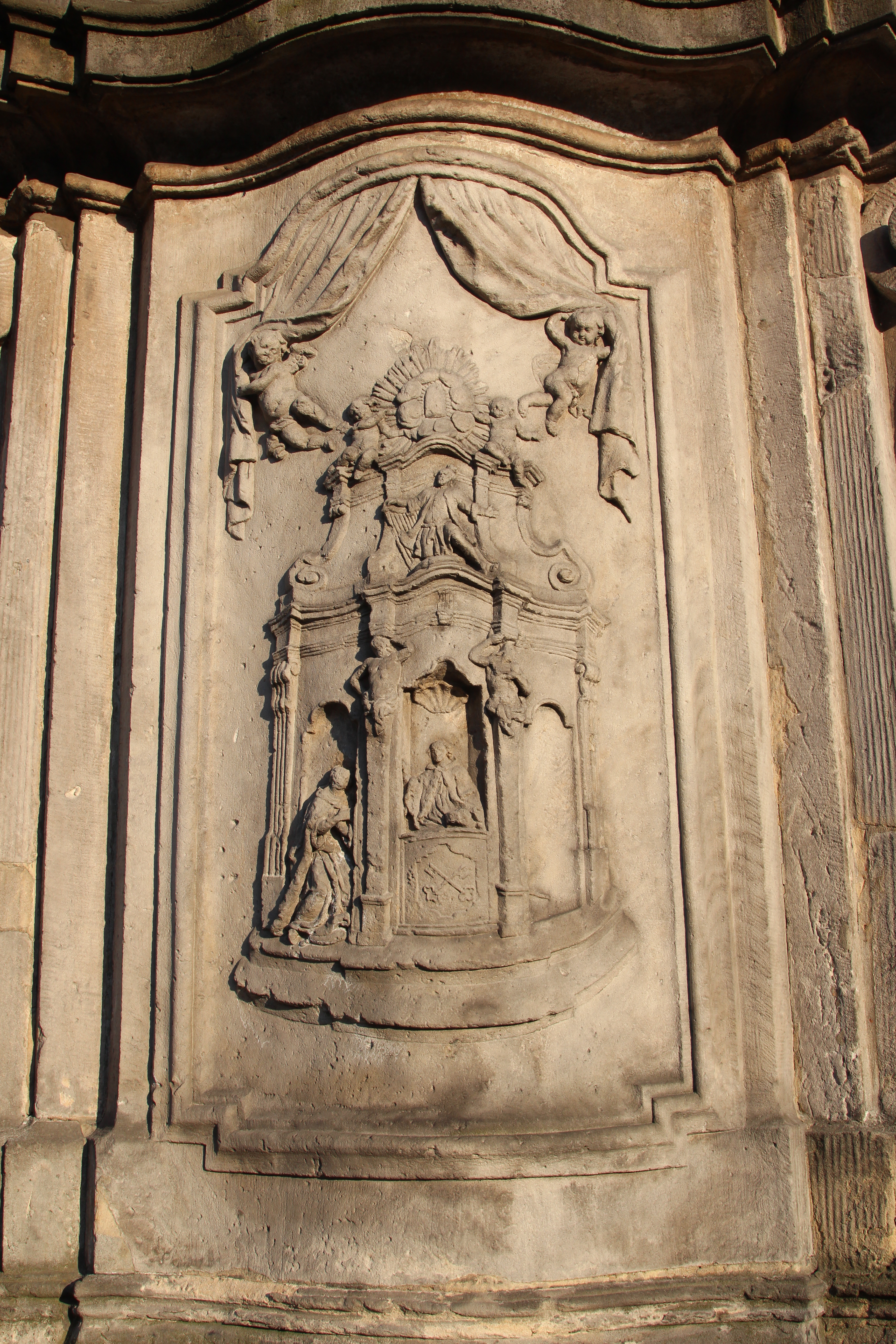
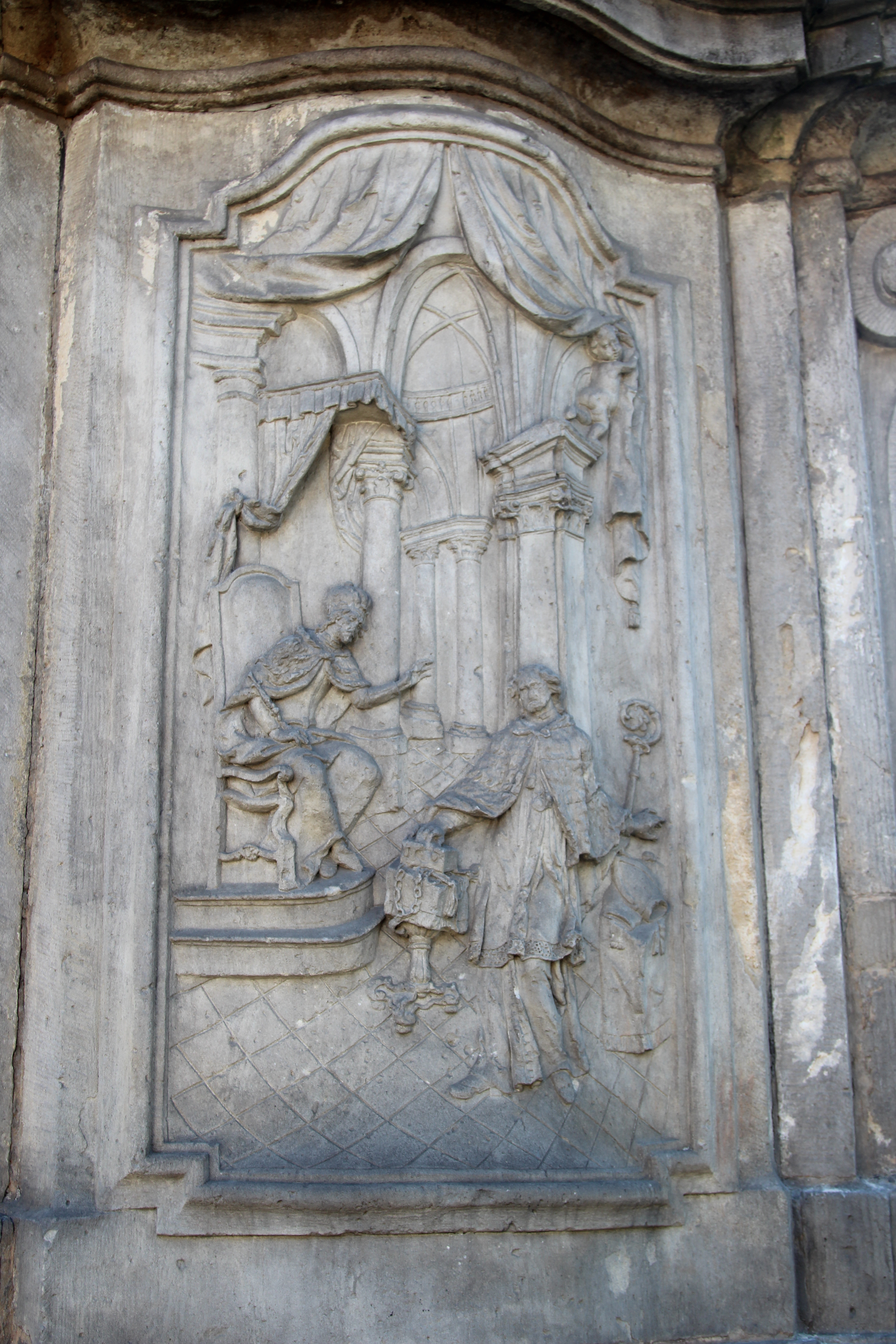
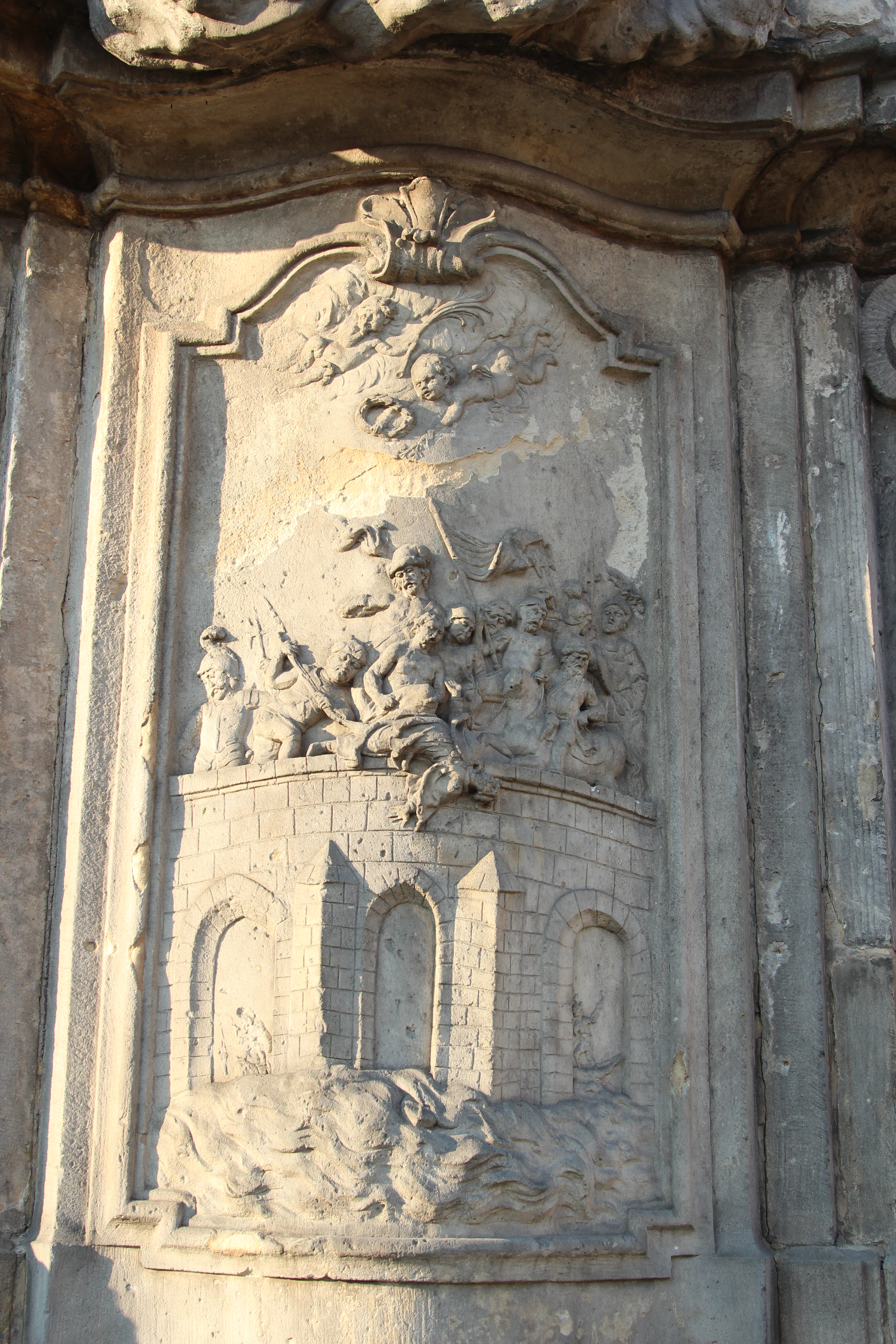